# Tracy Connell
Tracy Connell (ur. 11 kwietnia 1986) – brytyjska zapaśniczka walcząca w stylu wolnym. Dziewiąta na igrzyskach Wspólnoty Narodów w 2010. Brązowa medalistka mistrzostw Wspólnoty Narodów w 2011 roku.